# Ibn Abi-r-Rijal
Àhmad ibn Sàlih, més conegut com a Ibn Abi-r-Rijal (1620- 26 de març de 1681) fou un historiador, teòleg, jurista i poeta iemenita, de la secta zaidita. Va escriure diverses obre entre les quals una compilació de 1300 biografies de zaidites il·lustres.